# Philippe de Lévis (v. 1435-1475)
Pour les articles homonymes, voir Philippe de Lévis.
Philippe de Lévis, né vers 1435, mort à Rome le 11 novembre 1475, fut archevêque d’Auch (1454-1462), puis d’Arles (1462-1475) et cardinal (1473). 

## Biographie

### Origines
Philippe de Lévis de Quélus (ou de Lévis de Florensac) appartient à la maison de Lévis qui au XVe siècle donne de nombreux évêques et archevêques. D’après Jean-Pierre Papon, Philippe de Lévis est fils d'Eustache de Lévis, baron de Quélus et d’Alix de Damas, dame de Cousan, petite-fille de Guy IV Damas, Grand maître de France du roi Charles VI en 1386, Grand chambellan de France entre 1401 et 1407.  Il est l’aîné d’une fratrie et l'un de ses frères, Eustache, sera religieux comme lui.

### Un homme d’Église
Il succède à son oncle Philippe sur le siège d'Auch (1454-1462), puis est nommé archevêque d'Arles en 1462, sur la démission du précédent, Pierre de Foix.  Sixte IV le fait cardinal-prêtre au titre cardinalice des Santi Marcellino e Pietro en 1473, et le roi le charge de ses affaires à Rome. Philippe de Lévis réside peu dans sa métropole et l'évêque de Digne gouverne l'église d'Arles pendant son absence.
Philippe de Lévis meurt à Rome le 11 novembre 1475. Son tombeau, comme celui de son frère le cardinal Eustache de Lévis, est au revers de la Porte Sainte de la basilique Sainte-Marie-Majeure à Rome. Initialement Philippe aurait eu l’intention d’être inhumé à Saint-Trophime dans un mausolée construit en 1381 par le cardinal archevêque d’Arles Pierre de Cros et que Pierre de Foix avait fait décorer en 1450. Après sa mort, son frère Eustache de Lévis lui succède comme archevêque d'Arles.

### Armes du cardinal
D’après le manuscrit 222 de la bibliothèque de Lyon, les armes de Philippe de Lévis sont peintes dans un écusson rond : d'or, à trois chevrons de sable, accompagnés d'un lambel de trois pendants de gueules, chaque pendant chargé de trois points d'argent, avec la croix épiscopale, appartenant à Philippe de Lévis ou à son frère Eustache.

## Succession
Sa succession marque une rupture. En 1475, à la mort de Philippe de Lévis, le pape Sixte IV réduit le diocèse d’Arles : il détache le diocèse d'Avignon attribué en 1474 à son neveu Julien de La Rovère, le futur pape Jules II, de la province d'Arles, l'érige en archevêché et lui attribue comme suffragants les évêchés comtadins de Carpentras, Cavaillon et Vaison.